# قرار مجلس الأمن التابع للأمم المتحدة رقم 663
قرار مجلس الأمن التابع للأمم المتحدة رقم 663، المعتمد بالإجماع في 14 آب / أغسطس 1990، بعد دراسة طلب إمارة ليختنشتاين للانضمام إلى عضوية الأمم المتحدة، أوصى المجلس الجمعية العامة بقبول ليختنشتاين.